# دبیرستان دونگچئون
دبیرستان دونگچئون بوسان (به انگلیسی: Busan Dongcheon High School) یک مدرسه خصوصی است. این مدرسه در سال ۱۹۸۰ تأسیس شد و در Nam-gu، بوسان واقع شده‌است. این یکی از هشتاد و چهار دبیرستان در بوسان است.
این مدرسه تنها دبیرستانی است که توسط بنیاد Cheondoism، یک مذهب سنتی کره ای اداره می‌شود.
مدرسه بر اساس شعار «وحدت وجود» آموزش می‌دهد و دین مدرسه چئوندوئیسم است. فارغ التحصیلان در بسیاری از زمینه‌ها سهم قابل توجهی داشته‌اند.